# سیستم آشیداکا
سیستم آشیداکا (به ژاپنی: 足高制 たしだかのせい)، این قانون در ژوئن ۱۷۲۳ توسط توکوگاوا یوشیمونه، هشتمین شوگون از شوگون‌سالاری ادو در دوره ادو وضع شد.
هر مقام در شوگون‌سالاری ادو، مقرری استاندارد خود را داشت. وقتی شخصی با حقوق پایین‌تر منصوب می‌شد، «سیستم آشیداکا» سیستمی بود که هرگونه کمبود حقوق (کوکوداکا) را در طول دوران تصدی او جبران می‌کرد. برای مثال، اگر یک هاتاموتو با حقوق ۸۰۰ کوکو به عنوان قاضی با حقوق استاندارد ۳۰۰۰ ککو منصوب می‌شد، شوگون‌سالاری برای جبران کسری بودجه، ۲۲۰۰ ککو به او پرداخت می‌کرد، اما این مبلغ فقط برای دوره تصدی او در مقام قاضی بود.